# Bel Busquets
Isabel Busquets Hidalgo (Palma de Mallorca, 1973), conocida como Bel Busquets, es una política española de la coalición Més. Fue vicepresidenta del Gobierno de las Islas Baleares entre 2017 y 2019, en el primer gobierno de Francina Armengol tras dimitir Gabriel Barceló.

## Biografía
Licenciada en Filología Catalana, Busquets ejerció de profesora en el colegio Mata de Jonc, colegio concertado integrado en las Cooperatives d'Ensenyament. Es cooperativista del centro desde 2001 y ejerció de directora entre 2007 y 2015.
Entra a formar parte del Partit Socialista de Mallorca desde el año 2000, pasando a ser candidata en las elecciones municipales de 2003 para el Ayuntamiento de Algaida y años después para las elecciones generales de 2011 con el PSM-Entesa.
Dentro de la coalición Més per Mallorca asume la responsabilidad del grupo de trabajo enfocado al sector educativo, y en abril de 2016 se convierte en coportavoz junto a David Abril.
En las elecciones autonómicas de 2015 logra su coalición ser la tercera fuerza más votada (15,33%) y formar gobierno junto al PSIB-PSOE y el apoyo de Podemos. Busquets logra un escaño en dichas elecciones y es diputada del Parlamento de las Islas Baleares por la circunscripción de Mallorca desde mayo de 2015.
Desde marzo de 2016 asume el cargo de secretaria general del PSM-Entesa en sustitución de Gabriel Barceló.
Tras los reiterados escándalos que se dieron alrededor del vicepresidente Barceló, éste se vio a dimitir el 17 de diciembre, elevando así a Busquets hasta la vicepresidencia del Gobierno de las Islas Baleares, así como la Consellería de Innovación, Investigación y Turismo en sustitución de su compañero.